# Mars 1812

## Événements
- 2 mars, France : émeute à Caen

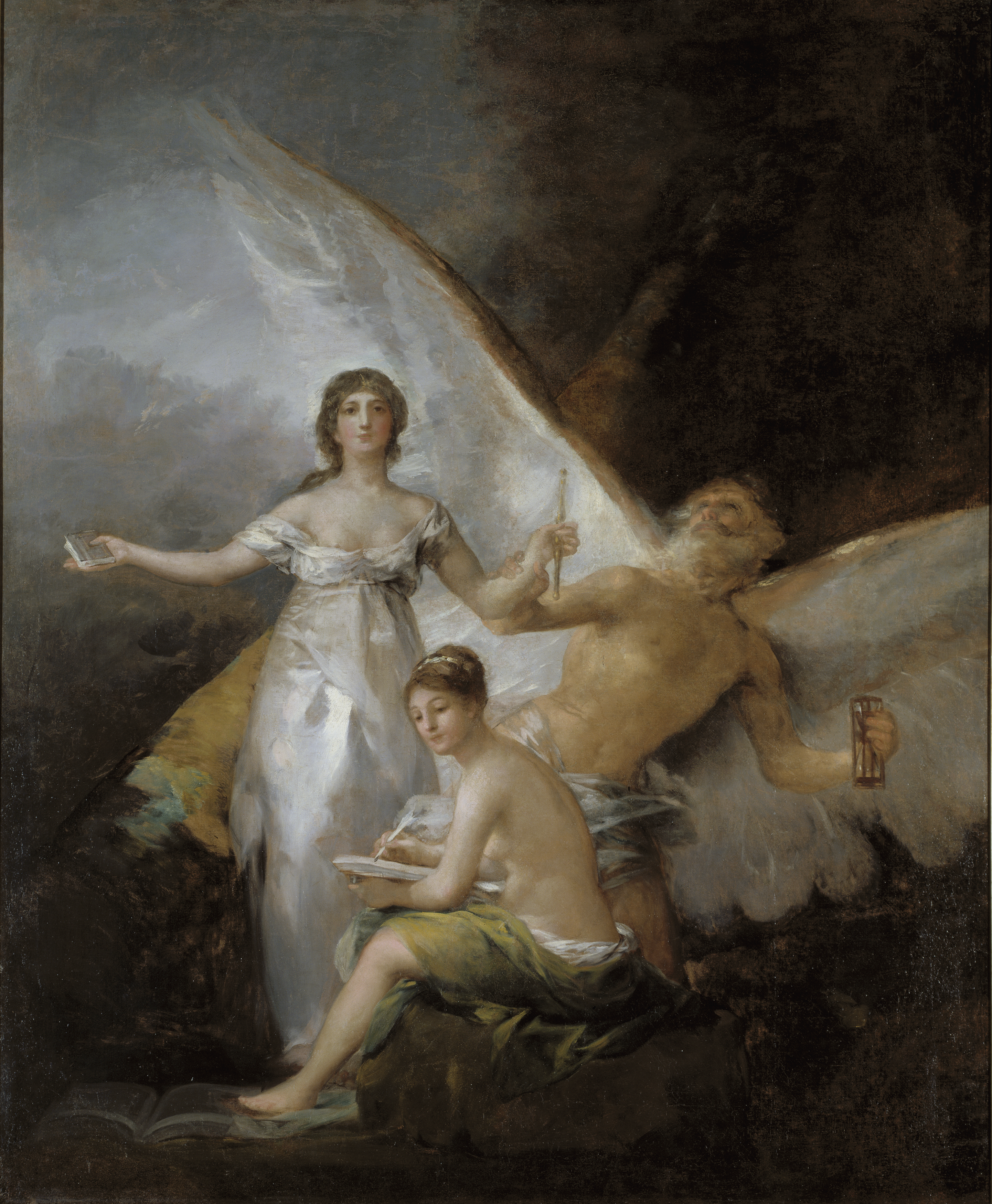
Allégorie de la Constitution de 1812, Francisco Goya

- 4 mars : Castlereagh est nommé ministre des Affaires étrangères du Royaume-Uni (fin en 1822)[1].

- 11 mars : émancipation des Juifs en Prusse[2].

- 14 mars : alliance franco-autrichienne[3].

- 15 mars : établissement d’un comptoir russe en Californie, créé pour la chasse à l’otarie et pour ravitailler les comptoirs russes en Alaska (fin en 1841). Il est baptisé Fort Ross le 11 septembre[4].

- 16 mars - 7 avril : victoire anglo-portugaise au siège de Badajoz[5].

- 18 mars : les Cortes de Cadix élaborent une constitution libérale et centralisatrice (monarchie constitutionnelle)[3], qui ne sera jamais appliquée. Élus au suffrage universel, les Cortes doivent jouer un rôle essentiel face au roi, qui conserve un droit de veto.

- 25 - 26 mars : bataille de Sorondo. Victoire navale des royalistes pendant la guerre d'indépendance du Venezuela (Campagne de Guyane)[6].

- 26 mars : le « séisme du Jeudi saint » frappe le Venezuela, détruisant notamment Caracas en faisant douze mille victimes[7].

- 29 mars : exil à Nijni Novgorod de Mikhail Mikhailovich Speranski, réformateur francophile, accusé de trahison par le tsar Alexandre Ier de Russie[3]. Après sa disgrâce, Araktcheïev occupe le devant de la scène politique en Russie.

## Naissances
- 1er mars :
  - Latimer Whipple Ballou (mort en 1900), homme politique américain.
  - Joseph-Alexandre Auzias-Turenne (mort en 1870), médecin français.
  - Adrien Guilmin (mort en 1884), mathématicien français.
- 5 mars : Michael Echter, peintre allemand († 4 février 1879).
- 6 mars : Aaron Lufkin Dennison à Freeport, Main., États-Unis. initiateur du American System of Watch Manufacturing.
- 7 mars : Jean Benoît Désiré Cochet (mort en 1875), archéologue et préhistorien français.
- 11 mars :
  - « El Lavi » (Manuel Díaz Cantoral), matador espagnol († 9 décembre 1858).
  - James Speed (mort le 25 juin 1887), personnalité politique américaine
  - Auguste Graëff (mort le 6 août 1884), personnalité politique française
  - Prosper Despine (mort le 14 janvier 1892), médecin et psychiatre français
  - William Vincent Wallace (mort le 12 octobre 1865), compositeur, chef d'orchestre
- 12 mars : Joseph Prestwich, géologue britannique.
- 19 mars : Casimir Davaine (mort en 1882), médecin français.
- 25 mars : Alexandre Herzen, écrivain russe.

## Décès
- 11 mars : 
  - Philippe-Jacques de Loutherbourg, peintre franco-anglais (° 31 octobre 1740).
  - Jean-Louis Grillet (né le 16 décembre 1756), chanoine savoyard
  - Philippe-Jacques de Loutherbourg (né le 31 octobre 1740), peintre franco-britannique
- 29 mars : Johann Friedrich Dryander, peintre allemand (° 26 avril 1756).